# 奉天赛马场

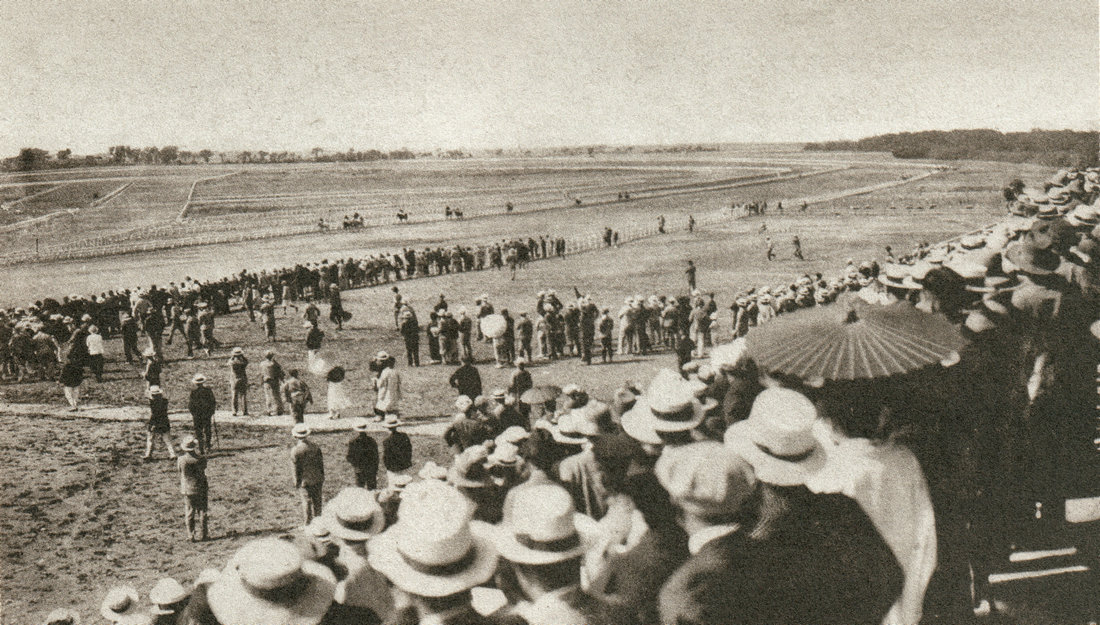
奉天赛马场

奉天赛马场，旧称奉天国立竞马场，是一座曾位于沈阳市皇姑区的赛马场，占地面积达33万平方米。目前，赛马场已拆除，无建筑遗存。

## 历史
1932年，满洲国政府出台《奉天都邑计划》，在奉天市的城市总体规划设计中设有多处赛马场。同年，满洲国颁布《赛马法》，将赛马经营归为国有。1933年8月，奉天赛马场在北陵西侧正式落成。因此，赛马场亦被习惯称为北陵赛马场。落成之时，奉天赛马场为满洲国9处国立赛马场中最大的一座。1980年代，赛马场因被规划为住宅用地而拆除。